# Jānbāz Maḩalleh
Jānbāz Maḩalleh är en ort i Iran.   Den ligger i provinsen Gilan, i den norra delen av landet, 180 km nordväst om huvudstaden Teheran. Jānbāz Maḩalleh ligger 22 meter över havet och antalet invånare är 115.
Terrängen runt Jānbāz Maḩalleh är varierad.Runt Jānbāz Maḩalleh är det ganska tätbefolkat, med 134 invånare per kvadratkilometer. Närmaste större samhälle är Rūdsar, 12,2 km nordväst om Jānbāz Maḩalleh. I omgivningarna runt Jānbāz Maḩalleh växer i huvudsak blandskog.